# Shannonomyia (Shannonomyia) tuber
Shannonomyia (Shannonomyia) tuber is een tweevleugelige uit de familie steltmuggen (Limoniidae). De soort komt voor in het Neotropisch gebied.